# Gabbs
Gabbs è una città non incorporata degli Stati Uniti d'America, situato nello stato del Nevada, nella contea di Nye.